# Aphelonema eoa
Aphelonema eoa är en insektsart som beskrevs av Kusnezov 1930. Aphelonema eoa ingår i släktet Aphelonema och familjen Caliscelidae. Inga underarter finns listade i Catalogue of Life.